# Sir Charles Kirkconnell International Airport
Sir Charles Kirkconnell International Airport (engelska: Cayman Brac Airport, Gerrard Smith International Airport) är en flygplats i Caymanöarna (Storbritannien). Den ligger i den östra delen av Caymanöarna. Sir Charles Kirkconnell International Airport ligger 5 meter över havet. Den ligger på ön Cayman Brac Island.
Den högsta punkten i närheten är 16 meter över havet, 1,4 km nordost om Sir Charles Kirkconnell International Airport.